# Johan Bergendorff

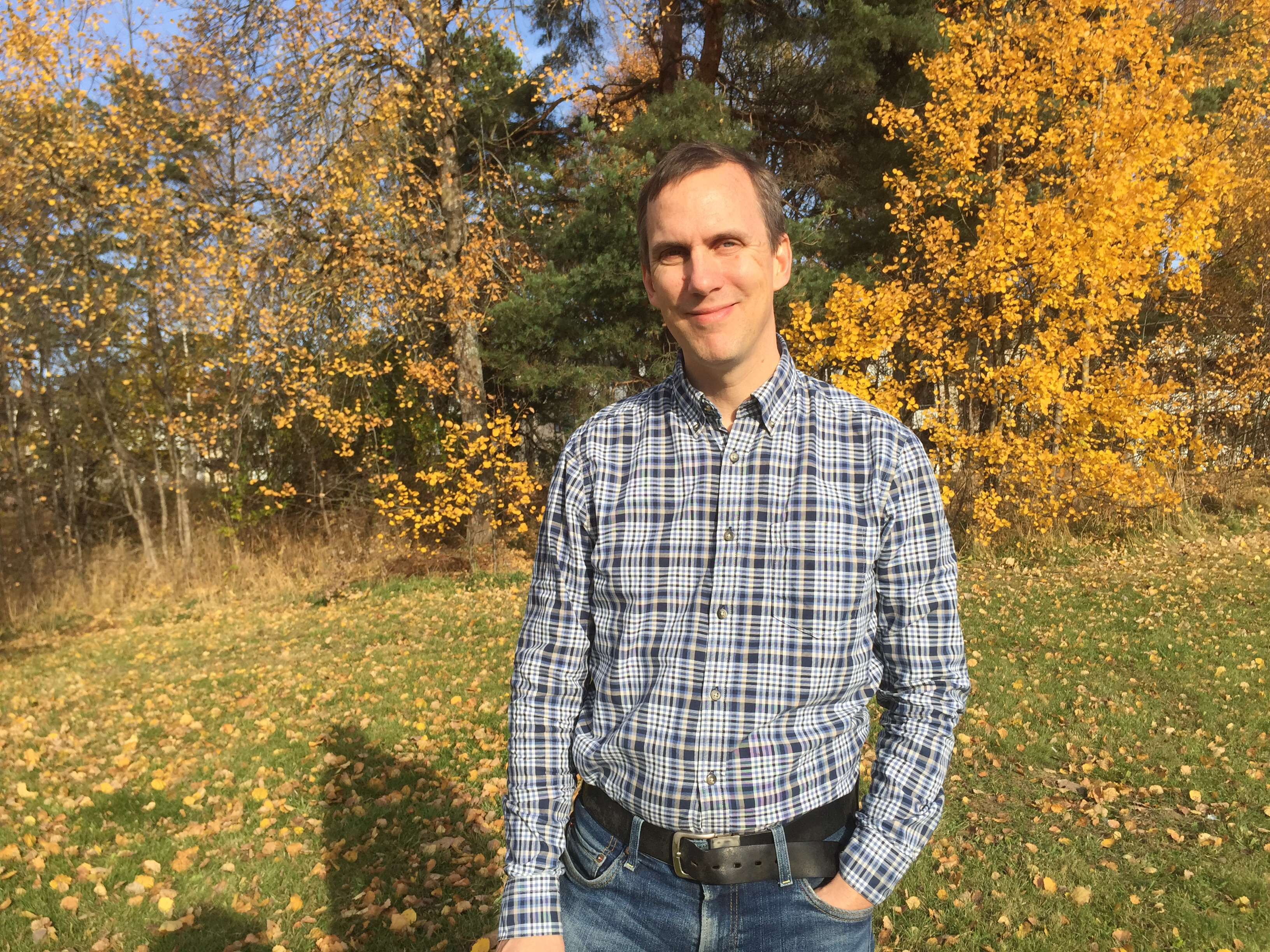
Johan Bergendorff

Johan Bergendorff, född 1969, är en svensk journalist 
Johan Bergendorff är journalist på Sveriges television Vetenskapens värld. Han arbetade 2015-2019 som korrespondent med fokus på global hälsa för Sveriges Radio. Han har bland annat varit med och startat radioprogrammen Vetenskapsradion Klotet och Föräldrarna i P1 på samhällsredaktionen under 2000-talet. 
Han har nominerats till Årets miljöjournalist 2010, 2011, 2012 och utsetts till en av Sveriges 100 miljömäktigaste 2011, 2012, 2015  och fick 2009 hedersomnämnande för god och granskande vetenskapsjournalistik  samt nominerades till priser som Ikaros 2008 och Guldspaden 2008 i Riksradioklassen och fick 2016 Stora Ekopriset. 2019 tilldelades han a Non Smoking Generations pris Guldvingen som årets journalist och 2023 Svensk förening för beroendemedicins Mediadiplom